# Юконский международный фестиваль сказителей
Юконский международный фестиваль сказителей — международный фестиваль, который проводился каждое лето в Уайтхорсе, Юкон, как правило, на открытом воздухе. Соучредителями фестиваля сторителлинга были рассказчики Луиза Профайт-Леблан и Энн Тейлор. Профейт-Леблан, из племени Северные тутчоне, племянницей Анджелы Сидни (1902—1991), одной из последних носительницей языка тагиш в Юконе. Сидни посвятила свою жизнь сохранению историй тагишей Южного Юкона, Профит-Леблан и Тейлор были мотивированы найти близлежащее место для обмена историями Юкона. Для этого Сидни пришлось поехать в 1984 году на Фестиваль сказителей в Торонто, чтобы распространить истории своих народов среди мировой аудитории. В 1987 году заинтересованные стороны собрались вместе, чтобы спланировать первый фестиваль сказителей в Юконе в 1988 году. Позже она вышла за рамки Юкона и Канады, чтобы привлечь рассказчиков со всего мира с акцентом на рассказывание историй коренных народов и приполярных стран.

## История
В 1984 году Анджела Сидни поделилась своими историями на Фестивале сказителей в Торонто. Коллеги-рассказчики были вдохновлены ею на создание Международного фестиваля сказителей в Юконе, что и было осуществленно в 1988 году.
Первое десятилетие. Первый фестиваль в 1988 году привлекло рассказчиков с 4 континентов и 23 языков (включая 16 местных языков). В 1989 году фестиваль становится более популярным, его посещают школьники, и известный художник Джерри Альфред. В 1990 году возрастает количество участников фестиваля. В 1991 году фестиваль получает признание национальных критиков и меняет свое название на «Международный фестиваль сказителей Юкона». В это время скончалась Анджела Сидни, вдохновившая на создание фестиваля. Фестиваль 1992 года испытал дипломатические проблемы с приглашенными участниками из России. В 1993 году были зафиксированы рекордные показатели посещаемости и кассовых сборов. В 1994 году фестиваль испытал серьёзные финансовые потери из-за шторма, который почти разрушил палатки участников и заставил фестиваль переехать. В 1995 году фестиваль был отменен, чтобы возместить прошлогодние финансовые потери. В 1996 году количество участников снова возросло и стало вторым по посещаемости в истории. 10-й юбилейный фестиваль в 1997 году показало наилучшую посещаемость, и наконец, начал проявляться интерес со стороны Канадского совета искусств.
Второе десятилетие. Фестиваль 1998 года прошел с потерей посещаемости из-за конкурирующих местных мероприятий. В 1999 году он предложил новый успешный «Зимний тур» и, наконец, заручился поддержкой Канадского совета. В 2000 году мероприятие проходило в июне в отличную погоду. В 2001 году дожди не помешали популярности фестиваля. В 2002 году фестиваль получил большую политическую поддержку и переехал на новое место с новым динамичным лидером. В 2003 году состоялся успешный Приполярный банкет и другие семинары и мероприятия в течение всего мероприятия. Многочисленные лесные пожары 2004 года создали уникальную атмосферу для фестиваля, главными рассказчиками была труппа Red Sky Performance из Онтарио. На самом крупном фестивале в 2005 году было 12 палаток с множеством различных мероприятий. Приглашенными артистами были японский ансамбль барабанщиков Узумэ Тайко, Ache Brasil, демонстрирующий бразильское боевое искусство Капоэйра, и Роберт Блай. В 2006 год фестиваль прошел с большим успехом благодаря участию ветерана Интербригад Жюля Пайвио МакПапа, участника Гражданской войны в Испании. Партнерство с «Ярмаркой урожая» и установка монгольских юрт обеспечило уютные, теплые и интимные места для рассказывания историй. Двадцатый фестиваль впервые состоялся в августе в закрытом помещении в Центре искусств Юкона. Главными исполнителями были SunsDrum, интерактивная инуитская презентация традиционной игры на барабанах и горлового пения, Жанна Дусе Карри, традиционный сказительница и певица и автор песен из Акадии, Дэн Яшинский (основатель Фестиваля сказителей в Торонто) и Ида Калмань (Тагиш, Юкон), дочь основателя фестиваля.
В настоящее время фестиваль находится в бессрочном творческом отпуске.

## Постоянные местные участники
Джерри Альфред, Мишель Эмсли, Анна-Луиза Дженест и Бэквудс Бенни